# Étienne-Hélène-Constant Hulot d'Osery
Pour les articles homonymes, voir Hulot.
 (juin 2022).
La mise en forme du texte ne suit pas les recommandations de Wikipédia : il faut le « wikifier ».
Les points d'amélioration suivants sont les cas les plus fréquents. Le détail des points à revoir est peut-être précisé sur la page de discussion.
- Les titres sont pré-formatés par le logiciel. Ils ne sont ni en capitales, ni en gras.
- Le texte ne doit pas être écrit en capitales (les noms de famille non plus), ni en gras, ni en italique, ni en « petit »…
- Le gras n'est utilisé que pour surligner le titre de l'article dans l'introduction, une seule fois.
- L'italique est rarement utilisé : mots en langue étrangère, titres d'œuvres, noms de bateaux, etc.
- Les citations ne sont pas en italique mais en corps de texte normal. Elles sont entourées par des guillemets français : « et ».
- Les listes à puces sont à éviter, des paragraphes rédigés étant largement préférés. Les tableaux sont à réserver à la présentation de données structurées (résultats, etc.).
- Les appels de note de bas de page (petits chiffres en exposant, introduits par l'outil «  Source ») sont à placer entre la fin de phrase et le point final[comme ça].
- Les liens internes (vers d'autres articles de Wikipédia) sont à choisir avec parcimonie. Créez des liens vers des articles approfondissant le sujet. Les termes génériques sans rapport avec le sujet sont à éviter, ainsi que les répétitions de liens vers un même terme.
- Les liens externes sont à placer uniquement dans une section « Liens externes », à la fin de l'article. Ces liens sont à choisir avec parcimonie suivant les règles définies. Si un lien sert de source à l'article, son insertion dans le texte est à faire par les notes de bas de page.
- La présentation des références doit suivre les conventions bibliographiques. Il est recommandé d'utiliser les modèles {{Ouvrage}}, {{Chapitre}}, {{Article}}, {{Lien web}} et/ou {{Bibliographie}}. Le mode d'édition visuel peut mettre en forme automatiquement les références.
- Insérer une infobox (cadre d'informations à droite) n'est pas obligatoire pour parachever la mise en page.

Pour une aide détaillée, merci de consulter Aide:Wikification.
Si vous pensez que ces points ont été résolus, vous pouvez retirer ce bandeau et améliorer la mise en forme d'un autre article.
Étienne Hulot d'Osery, né le 11 juin 1783 à l'Ile Maurice et mort le 25 janvier 1852,  est un baron puis compte de l'Empire et militaire français.

## Biographie

Blason avant 1814 (Premier Empire)

Son père, Gurit Hulot (1720-1796) est commis de la marine puis trésorier principal de la marine et des colonies aux Mascareignes en 1767, sa mère, Jeanne Lory des Landes (1758-1807), est détentrice du château d'Orsay. 

### Carrière militaire

Blason entre 1814 et 1816 (Restauration)

Blason après 1816 (anoblissement)

À seulement 16 ans, Étienne s'engage comme volontaire chez les Hussards-Gardes du Général en chef de l'armée du Rhin en Septembre 1799. En juillet 1800, il est promu sous-lieutenant du 5° Hussard, et est directement assigné en tant qu'aide de camp du général en chef Jean Victor Moreau, son beau frère, qui le nomma ainsi lieutenant 6 mois après. Il fit "la campagne de 1804 à l'armée des côtes de l'océan et celles de 1806, 1807 à la grande armée" Capitaine et membre de la Légion d'honneur en 1806, il était chef d'escadrons et officier de la Légion d'honneur à 24 ans. En 1808 on le retrouve en Allemagne et, le 22 mai 1809, il reçoit, à Essling, une blessure au bras droit qui nécessite l'amputation et le condamne à un repos forcé de deux ans. En avril 1811, le général Hulot d'Osery commande le Hagelsberg à Dantzig et, la même année, il passe adjudant-commandant. Il fait la campagne de 1812 à la Grande-Armée, est mis en retraite par un décret du 7 janvier 1814 et passe au service de la Russie en qualité de général-major de cavalerie, le 1er avril de la même année; mais il rentre presque aussitôt au service de la France avec le grade de maréchal de camp (août 1814), est placé en disponibilité dans le mois de janvier 1815, puis nommé adjoint à l'inspection générale de cavalerie dans les lre et 21e divisions militaires (avril 1816) et enfin mis en non activité en 1817. En 1815, il avait reçu la croix de chevalier de Saint-Louis; en 1817, il obtint celle de commandeur de la Légion d'honneur et, deux ans après, le gouvernement l'envoyait en Russie avec une mission extraordinaire. Une ordonnance royale de mai 1825 le plaça dans le cadre de retraite avec le titre de lieutenant-général honoraire. En 1831, il fut encore retiré de cette position pour se voir replacer comme maréchal-de-camp disponible dans le cadre d'activité de l'état-major général, et ce ne fut qu'en 1837 qu'il fut définitivement pourvu de sa pension de retraite; il mourut le 26 janvier 1852.

### Vie professionnelle
Le général baron Hulot d'Osery (Constant) fut créé comte le 2 mai 1816, alors qu'il remplissait les fonctions de secrétaire général de la grande chancellerie de là Légion d'honneur (1815 à 1817). A ce titre, il figura, en 1816, parmi les juges du général baron Ameil qui fut condamné à la peine de mort. En 1817, il fut nommé administrateur général des canaux du Midi, d'Orléans et du Loing. C'est lui qui provoqua en duel le maréchal Soult, lequel avait, comme ministre de la guerre, signé sa mise à la retraite, Cette provocation aurait attiré au général Hulot la fameuse réponse humoristique du maréchal : « Vous n'y pensez pas, général, vous oubliez que je ne me bats plus qu'à coups de canon ».  Le roi Louis XVIII, signale 24 mai 1818, son contrat de mariage avec Mademoiselle Eugénie-Dinah Winnifrith de Moracin, d'origine créole. Cette dame mourut à Paris en 1877, à l'âge de 81 ans, avec qui il aura 2 enfants. Le 4 août 1830, le général Hulot d'Osery, fut nommé commandant supérieur des départements du Calvados, de l'Orne et de la Manche, et ce commandement lui valut aussitôt la délicate mission d'escorter Charles X et la famille royale jusqu'à Cherbourg. Muni d'ordres écrits du nouveau gouvernement, il dirigea ce triste pèlerinage avec quatre commissaires (parmi lesquels M. de la Pommeraye, député du Calvados), et assura le départ des exilés, qu'il fit monter en rade de Cherbourg, sur deux navires américains frétés spécialement pour les transporter en Angleterre.

## Armoiries
- Armes avant 1816:

"coupé, au 1 de sable, au dextrochère armé d'argent, mouvant du flanc dextre, au 2 d'azur, au griffon d'argent, couché sur une terrasse d'or, la dextre posée sur un boulet de même,."
- Armes après 1816 (Étienne devient comte d'Osery):

"d'or, à la croix d'azur chargée d'un sénestrochère d'argent mouvant du flanc dextre, tenant une épée aussi d'argent en pal et cantonnée d'un chevron de gueules de deux pièces." (Lettres patentes de comte Hulot d'Osery, octroyées au même le 24 août 1816.) Cela dit, ce blasonnement ne respectant pas les règles d'un blasonnement normal, la version corrigée est la suivante : "D'or, à la croix d'azur chargée d'un senestrochère mouvant du flanc dextre tenant une épée (le tout) d'argent, les deux cantons du chef chacun à un chevron de gueules." (cf le tableau)

## Sources
- Henri Renault Du Motey Un héros de la Grande-armée: Jean Gaspard Hulot de Collart, 1911
- Souvenirs militaires du baron Jaques Louis Hulot, 1886
- Annuaire de la noblesse de France et des maisons souveraines d'Europe, 1843